# 123Кино
123Movies, GoMovies, GoStream, Me, или 123киноклуб, — сеть веб-сайтов потокового вещания из Вьетнама, которая позволяет пользователям смотреть фильмы бесплатно. Американская ассоциация киноискусств (MPAA) в марте 2018 года назвала его «самым популярным нелегальным сайтом в мире», а несколько недель спустя его закрыли на основании уголовного расследования вьетнамские власти. По состоянию на апрель 2020 года сеть всё ещё активна через сайты-клоны.

## Развитие
Сайт прошёл несколько смен названий после закрытия из разных доменов; иногда имя появлялось как «123Movies», а иногда как «123Movies». Первоначальным именем и URL-адресом было 123movies.to, которое изменилось на другие домены, включая 123movies.is, перед перенаправлением на gomovies.to и более поздние gomovies.is. Он был изменён на gostream.is, а затем на memovies.to, прежде чем перейти к 123movieshub.to/is и оставаться там до завершения работы.
В октябре 2016 года MPAA перечислил 123Movies в своём обзоре « Пресловутые онлайн-рынки» для Торгового представителя США (USTR), заявив, что: «Сайт имеет глобальный рейтинг Alexa 559 и локальный рейтинг 386 в США 123movies. По данным SimilarWeb, в августе 2016 года было 9,26 миллиона уникальных посетителей по всему миру». В октябре 2016 года Business Insider сообщило, что 123movies.to был «самым популярным пиратским сайтом» в Великобритании.
123Movies включает HD, HD-RIP, Blu-Ray и камеры качества фильмов. В число видеохостеров и плееров, которые он использовал, входили Openload, Streamango и MyCloud. В течение периода существования и закрытия сайт TorrentFreak освещал его функции, время безотказной работы / время простоя, завершение работы и причины отключения.
В декабре 2017 года создатели 123movies запустили ещё один потоковый сайт, посвящённый аниме, под названием AnimeHub.to, который оставался в сети в течение нескольких месяцев после закрытия 123Movies.
Кроме того, создатели 123movies создали репозиторий кода на GitHub.

## Неисправность
В марте 2017 года TorrentFreak сообщил, что посол США во Вьетнаме Тед Осиус вёл переговоры с местным министром информации и связи Чыонг Минь Туаном о закрытии незаконных сайтов потокового видео, работающих из Вьетнама, и перечислил 123 фильма в качестве одного конкретного сайт.
В октябре 2017 года MPAA перечислил 123Movies (и GoStream.is) в своём обзоре «Пресловутые онлайн-рынки» для Торгового представителя США, заявив, что, хотя сайт был технически размещён в Украине, что: «Сайт предпринимает многочисленные шаги, чтобы скрыть личность оператора, включая использование Cloudflare, но есть веские основания полагать, что оператор всё ещё находится во Вьетнаме; контент загружается с использованием кибер-блокировщиков с многочисленных учётных записей электронной почты, происходящих из Университета медицины и фармации Кантхо».
В марте 2018 года MPAA заявила, что сайт является «самым популярным нелегальным сайтом в мире», заявила, что он работает из Вьетнама, и, по оценкам, его посещают 98 миллионов человек в месяц. 19 марта 2018 года на домашней странице сайта было объявлено о его закрытии, и он призвал пользователей «уважать режиссёров, платя за фильмы и телешоу».
В октябре 2018 года в обновлении MPAA по Интернет-рынкам для пресловутого торгового представителя Соединённых Штатов Америки говорится, что закрытие 123 фильмов, 123movieshub, gostream и gomovies накануне уголовного расследования во Вьетнаме в 2018 году стало «важным событием» в борьба с нелегальным пиратством в кино. Тем не менее, в отчёте MPAA также отмечается, что многочисленные сайты подражателей появились как минимум в восьми других странах. В ноябре 2018 года TorrentFreak сообщил, что сайты, связанные или похожие на 123Movies, такие как WatchAsap, также были закрыты ФБР, но перенаправляли на другие сайты для обмена файлами.